# 文明の道
文明の道（ぶんめいのみち）は、2003年4月から12月にかけてNHKスペシャル枠で放送された歴史ドキュメンタリー番組。全8話（全8集）。

## 概要
アレクサンドロス大王から大カーン、クビライまで。中央アジアを主軸に、東西文明の交流、衝突、発展を、放送当時の最新の知見から伝えるシリーズ。

## 放送内容
- 第1集「アレクサンドロス大王 ペルシャ帝国への挑戦」
- 第2集「アレクサンドロスの遺産 最果てのギリシャ都市」
- 第3集「ガンダーラ・仏教飛翔の地」
- 第4集「地中海帝国ローマ 東方への夢」
- 第5集「シルクロードの謎 隊商の民 ソグド」
- 第6集「バグダッド 大いなる知恵の都」
- 第7集「エルサレム 和平・若き皇帝の決断」
- 第8集「クビライの夢 ユーラシア帝国の完成」

## 関連出版
- 『NHKスペシャル 文明の道』全5巻、NHK出版、2003-04年
  1. アレクサンドロスの時代
  2. ヘレニズムと仏教
  3. 海と陸のシルクード
  4. イスラムと十字軍
  5. モンゴル帝国

## スタッフ
- 音楽：羽毛田丈史
- 語り：上田早苗、武田真一